# Halophryne
Halophryne is een geslacht van straalvinnige vissen uit de familie van de kikvorsvissen (Batrachoididae).

## Soorten
- Halophryne diemensis (Lesueur, 1824)
- Halophryne hutchinsi Greenfield, 1998
- Halophryne ocellatus Hutchins, 1974
- Halophryne queenslandiae (De Vis, 1882)